# Alexandria
Alexandria (em árabe: الإسكندرية; romaniz.: al-Iskandariyya; em árabe egípcio: اسكندريه; romaniz.: Eskendereyya; em copta: Ⲣⲁⲕⲟⲧⲉ; romaniz.: Rakotə; em grego: Ἀλεξάνδρεια; romaniz.: Alexándria) é uma cidade do Egito, sendo a segunda mais populosa do país, com uma população de cerca de 5,2 milhões de habitantes. É o maior porto do Egito, servindo 80% das importações e exportações da cidade, e um dos principais pontos turísticos egípcios.
Alexandria se estende por 32 quilômetros na costa mediterrânica do centro-norte do Egito. É o local onde fica a famosa Biblioteca de Alexandria e é um importante centro industrial por causa do gás natural da cidade e dos poços de petróleo em Suez, uma outra cidade egípcia. Alexandria também foi um grande ponto de encontro entre a Europa, a África e a Ásia, porque a cidade beneficiou da ligação entre o mar Mediterrâneo e o mar Vermelho.
Nos tempos antigos, Alexandria foi uma das cidades mais importantes do mundo. Foi fundada em torno de um pequeno "vilarejo" em 331 a.C. por Alexandre, o Grande. Permaneceu como capital do Egito durante mil anos, até à conquista muçulmana do Egito, quando a capital passou a ser Fostate (que foi depois incorporada no Cairo).
Alexandria era conhecida pelo Farol de Alexandria (uma das sete maravilhas do mundo antigo), pela Biblioteca de Alexandria (a maior do mundo antigo) e pelas catacumbas de Kom el Shoqafa (uma das sete maravilhas do mundo medieval). A arqueologia marinha em Alexandria estava em curso no porto da cidade em 1994, e tem revelado detalhes de Alexandria antes da chegada de Alexandre, quando aí existia uma cidade chamada Racótis.

## História

### Antiguidade
Em 332 a.C., o Egito estava sob domínio persa. Nesse mesmo ano, Alexandre, o Grande entrou triunfalmente como vencedor do rei persa Dario III e os egípcios aceitaram-no, aclamando-o como libertador. Há que ter em conta que no Egito havia desde há muito tempo uma grande quantidade de colónias gregas, e que portanto os gregos não eram considerados como estrangeiros.
No ano seguinte, a cidade que levaria o seu nome foi fundada no delta do Nilo, sobre um antigo povoado chamado Rakotis habitado por pescadores. A escolha do local foi muito afortunada, pois estava ao abrigo das variações que o rio Nilo apresentava, e, por outro lado, suficientemente perto do rio para que se pudesse chegar através das suas águas às mercadorias destinadas ao porto, através de um canal que unia o rio com o lago Mareotis e o porto.
O lugar escolhido ficava frente a uma ilha chamada Faros, que com o tempo e as múltiplas melhorias que se fariam ficaria unida por um longo dique à cidade de Alexandre. O arquiteto que realizou esta obra chamava-se Dinócrates de Rodes. O dique tinha um comprimento de sete estádios (185 m é a medida de um estádio), pelo que se lhe chamou Heptastadio (Επταστάδιο). A construção do dique formou dois portos, de ambos os lados: o Grande Porto, a leste, o mais importante; e o Porto do Bom Regresso (Εύνοστος), a oeste, que é o que ainda hoje se usa.
Nos amplos molhes do Grande Porto atracavam barcos que tinham sulcado o mar Mediterrâneo e as costas do oceano Atlântico. Traziam mercadorias que se empilhavam nos cais: lingotes de bronze da Hispânia, barras de estanho da Bretanha, algodão das Índias, sedas da China. O famoso farol construído na ilha de Faros por Sostral de Cnido, em 280 a.C., dispunha na alta cúspide de um fogo permanentemente alimentado que guiava os navegantes, até 1340, quando foi destruído.
O arquiteto Dinócrates ocupou-se também do traçado da cidade e fê-lo segundo um plano hipodâmico, sistema que se vinha utilizando desde o século V a.C.: uma grande praça, uma rua maior com trinta metros de largura e seis quilómetros de comprimento que atravessava a cidade, com ruas paralelas e perpendiculares, cruzando-se sempre em ângulo reto. Construíram-se bairros em quadrícula. As ruas tinham condutas de água para escoamento.
Administrativamente era dividida em cinco distritos, cada um dos quais tinha como nome uma das cinco primeiras letras do alfabeto grego. Quando Alexandre saiu do Egito para continuar as suas lutas contra os persas deixou como administrador de Alexandria Cleómenes de Náucratis.

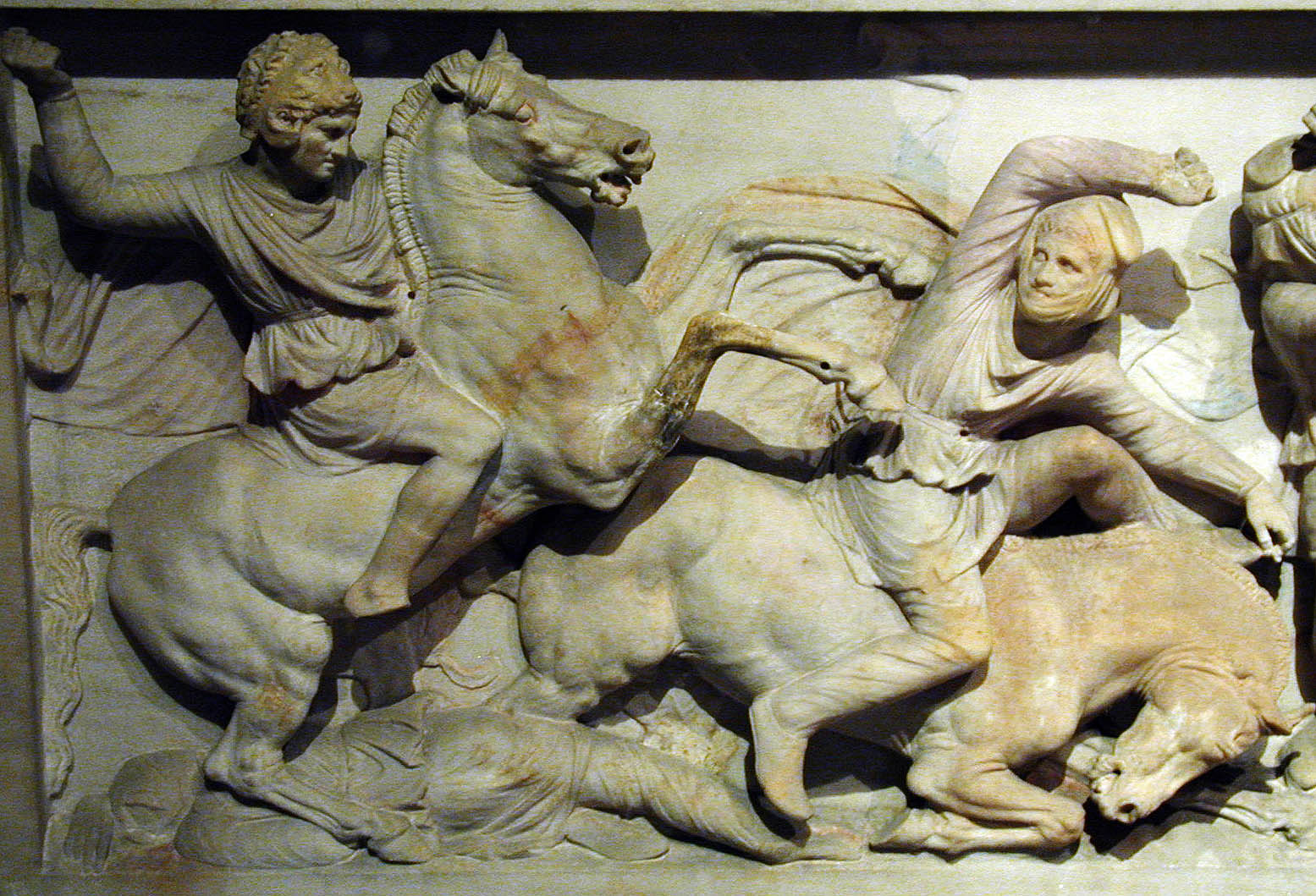
Alexandre, o Grande (Sarcófago, Museu Arqueológico de Istambul).

Alexandria foi uma cidade opulenta. Os Ptolomeus construíram um palácio de mármore com um grande jardim no qual havia fontes e estátuas. Do outro lado desse jardim havia outro edifício construído em mármore a que se chamava Museu (μυσειoν). Foi uma inovação do rei Ptolomeu I Sóter e nele se reunia todo o saber da época. O museu tinha uma grande biblioteca. Perto deste edifício erguia-se o Serapeu, dedicado a Serápis, a nova divindade greco-egípcia. No centro da cidade encontravam-se a Assembleia, as praças, os mercados, as basílicas, os banhos, os ginásios, os estádios e demais edifícios públicos necessários para os costumes da época.
Os habitantes desta magnífica cidade eram na sua maioria gregos de todas as procedências. Também havia uma colónia judaica e um bairro egípcio, de pescadores, o mais pobre e abandonado da grande urbe.
Alexandria cedo se converteria no centro da cultura grega na época helenística e contribuiu para helenizar o resto do país de tal modo que quando chegaram os romanos todo o Egito era bilíngue. A arte e a arquitetura eram os únicos campos que se mantinham propriamente egípcios. Tão importante chegou a ser e tão grandiosa que a chamaram Alexandria ad Aegyptum, ou sejas, "Alexandria que está perto do Egito", perdendo importância o resto do país.

### Escola de Alexandria
"A Escola de Alexandria durou vários séculos (do final do século IV a.C. até o VII d.C.), e durante esse período teve alguns momentos de glória. (...). Alexandre, o Grande morreu no ano de 323 a.C., e nessa data se estabeleceu o início da dinastia dos Ptolomeus (iniciada por Ptolomeu I, um general de Alexandre que proclamou a si mesmo Imperador). O maior promotor da Escola, entretanto, foi Ptolomeu II (que governou o Egito de 285 a 246 a.C.. Ele é tido como o protetor das letras e um administrador eficiente (a ele se atribui a construção do farol – tido como uma das maravilhas do mundo antigo). Foi depois dele, em 145 a.C., que ocorreu a primeira depredação da Escola. Ela foi saqueada, como represália, em uma guerra civil. Reestruturada, reencontrou um novo auge, e também o seu infortúnio, no século I a.C.. Nesse período, foi Cleópatra (69-30 a.C.), e que foi a última linhagem dos Ptolomeus quem governou o Egito".

### Alexandria romana
Júlio César tomou a cidade em 46 a.C., para pôr fim à guerra dinástica entre Cleópatra e o seu irmão e co-regente Ptolomeu XIII, e durante a batalha no mar ocorreu o incêndio de Alexandria, no qual arderam alguns sítios de armazenamento de livros no porto, mas não a Grande Biblioteca. Depois de assegurar que Cleópatra estava no trono egípcio e casada com o seu irmão mais novo, Ptolomeu XIV, Júlio César regressou a Roma. Durante a guerra que surgiu depois da morte de César, Marco António viajou para o Egito para convencer a rainha-faraó a apoiá-lo. A entrada do Egito na guerra implicou a tomada da cidade em 30 a.C. por Augusto, que converteu o Egito em propriedade particular sua, acabando assim com a independência do país.

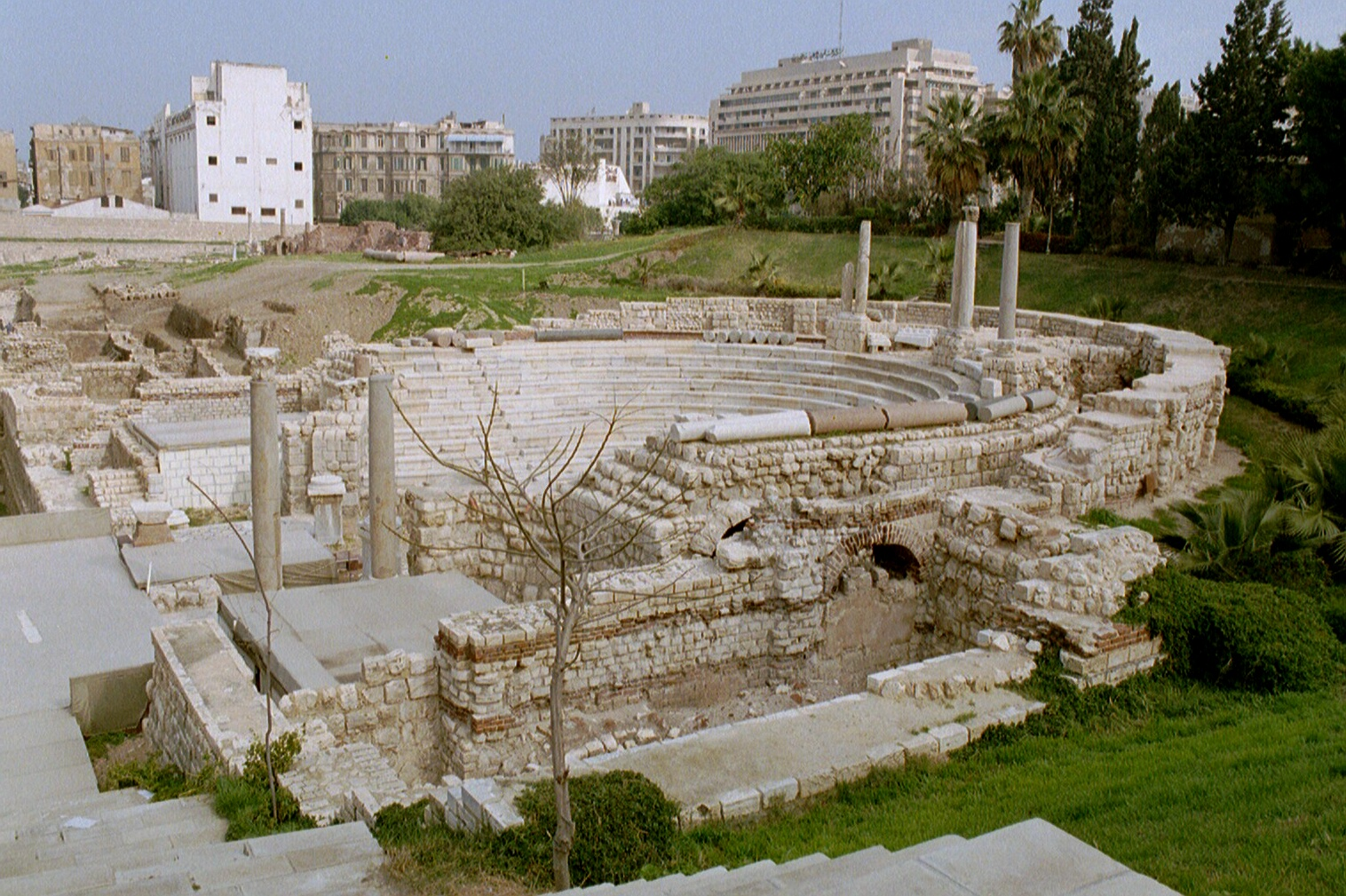
Teatro romano em Alexandria

Os romanos converteram o país no celeiro do Império, o que aumentou a importância da cidade, em cujos armazéns deveria ser depositada toda a colheita: todos os anos devia enviar-se para Roma uma quantidade de trigo que era equivalente à terça parte do seu abastecimento, quantidade e preço que era fixo na bolsa de Alexandria pela anona egípcia. Para manter isolado o país, proibiu-se o uso da moeda romana, que devia ser trocada pela moeda local de Alexandria. Todas estas disposições converteram a cidade numa próspera metrópole com várias centenas de milhares de habitantes, centro cosmopolita e centro financeiro da zona.
Durante o período romano, Alexandria sofreu numerosos desastres: em primeiro lugar, a chamada Guerra Bucólica (172-175); depois foi saqueada por um capricho de Caracala (215), e destruída por Valeriano em 253), pelas tropas de Zenóbia, rainha de Palmira, em 269, e por Aureliano em 273. Este último saqueou e destruiu completamente o Bruchion, desastre que danificou o "Museu" e a biblioteca. Diz-se que naquela ocasião os sábios gregos se refugiaram no Serapeu, que nunca sofreria com tais desastres, e outros emigraram para o Império Bizantino. Finalmente, em 297, a revolta do usurpador Domício Domiciano acabou com Alexandria tomada e saqueada pelas tropas de Diocleciano, ao fim de um cerco de oito meses (vitória comemorada pelo chamado "Pilar de Pompeu"). Dizia-se que depois da capitulação da cidade, Diocleciano ordenou que o massacre continuasse até que o sangue chegasse aos joelhos do seu cavalo, livrando-se os alexandrinos da morte quando Diocleciano caiu do cavalo, ao resvalar num charco de sangue.
Além disso, houve nessa época vários sismos violentos, tendo sido o de 21 de julho de 365 particularmente devastador. Segundo as fontes, houve 50 000 mortos em Alexandria, e a equipa de Franck Goddio, do Instituto Europeu de Arqueologia Submarina, encontrou no fundo das águas do porto centenas de objetos e pedaços de colunas que demonstram que pelo menos cerca de vinte por cento da cidade dos Ptolomeus foi afundada, incluindo o Bruchion, suposto enclave da Biblioteca.
Em 616, os persas de Cosroes II tomaram a cidade.

### Os judeus de Alexandria
Os papiros de Elefantina nos informam a comunidade judia que se instalou no Egito depois da tomada de Jerusalém em 586 a.C. por Nabucodonosor II, já que existem dados de assentamento na época de Moisés. Desde os reis ptolomaicos, os judeus da Diáspora se estabeleceram na cidade atraídos pelo Museu, protegidos pela tolerância do mundo pagão em matéria de diversidade religiosa, e criaram um foco intelectual ativo com um centro de estudos hebraicos.
Os judeus gozavam de todos os direitos civis, como qualquer cidadão grego, mas mantinham as prerrogativas concedidas pelos reis persas, e constituíam uma comunidade política independente e autónoma, limitada apenas pela subordinação aos Ptolomeus primeiro e aos romanos depois. À sua frente tinham os cargos das comunidades da diáspora: arcontes, que regiam os assuntos administrativos e judiciais, e o arquisinagogo a quem correspondia tudo o referente ao culto, além de um etnarca com grandes poderes civis que lhe permitiam tratar com os funcionários do Egito ou do Império Romano. Constituíram assim um grupo étnico apartado da população de Alexandria, com um isolamento linguístico, económico e cultural que lhes permitiu conservar a sua raça e religião, fiéis à lei e às tradições ancestrais.
Os romanos, que antes do Império tinham sido aliados dos judeus, outorgaram-lhes mais alguns privilégios, como a celebração do shabat. No entanto, o sentimento antijudaico foi alentado pelos escritores gregos alexandrinos, que os acusavam de exclusivismo, grosseria e deslealdade.
Provavelmente os egípcios eram irritados pela tolerância que o Império tinha com os judeus, e não faltava entre eles o descontentamento pelo domínio estrangeiro, primeiro grego e depois romano. Este ressentimento traduziu-se numa xenofobia que terminou por se descarregar contra o povo hebreu. Isto, mais a inveja social frente ao florescimento da colectividade, permitiu as primeiras agressões escritas, como as de Apião, iniciador das agitações antijudaicas que em 38 d.C.. provocaram dezenas de milhares de judeus assassinados. Duas personagens enfrentaram Apião: Flávio Josefo, que intitulou uma das suas obras Contra Apião, e o filósofo Filón de Alexandria, que chefiou uma delegação para falar com Calígula, tentando acabar com a violência na cidade.

#### Escola judaica de Alexandria

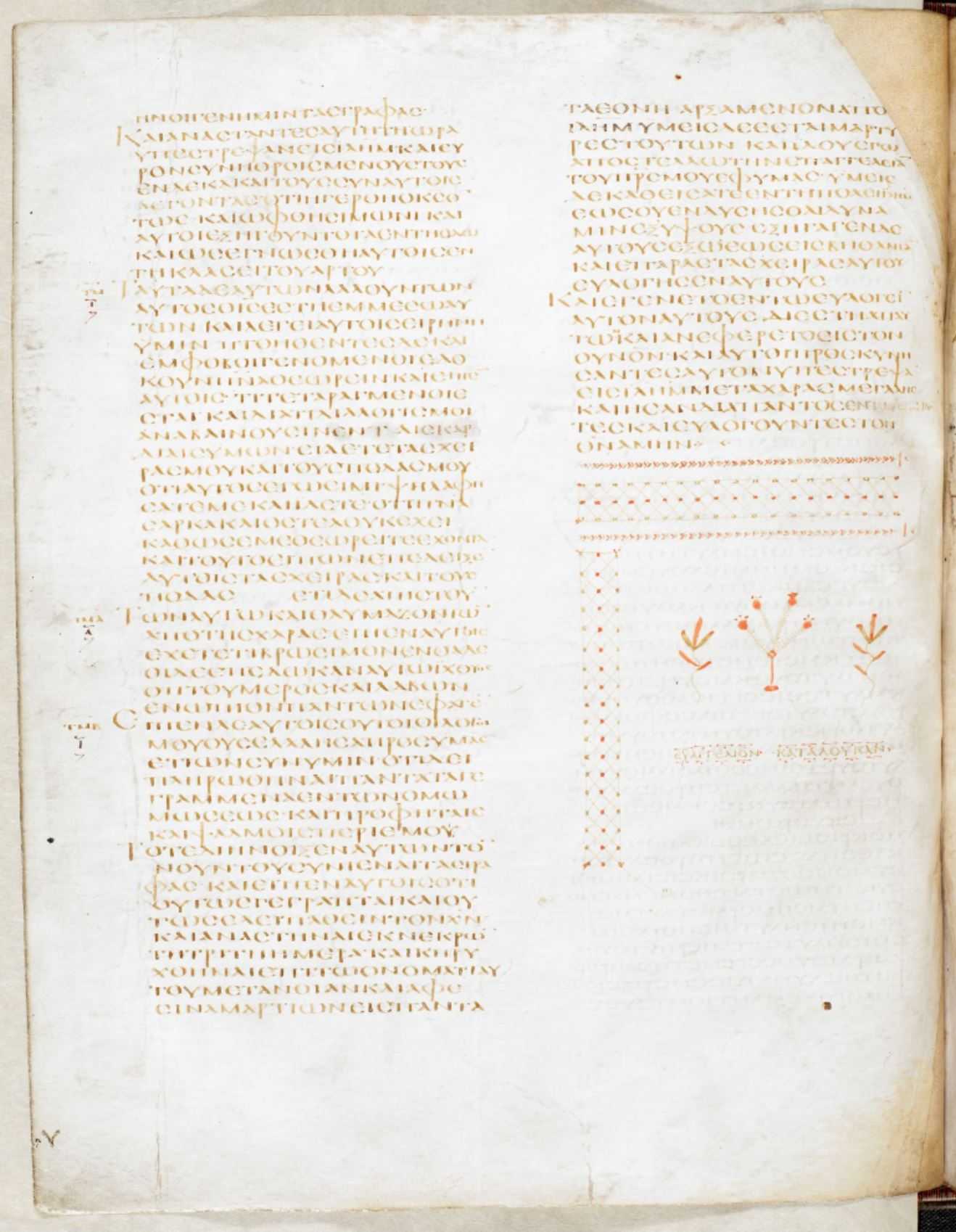
Septuaginta (Código alexandrino).

Muitos judeus, helenizados na época macedónia, tiveram uma grande influência sobre os seus correligionários na época dos selêucidas e asmoneus. Traduziram para grego a Bíblia hebraica , a chamada versão dos setenta ou Septuaginta nos séculos III e II a.C., além de produzir uma abundante literatura hebraica em língua grega: epopeias, dramas, obras moralizantes. As mais conhecidas são a Carta de Aristeia, os Oráculos sibilinos, e o Livro da Sabedoria de Salomão. Entre os autores conhecidos, pode citar-se Eupolemo, Ártipo Demétrio, Aristeu e Fílon de Alexandria.

#### Os judeus na Alexandria doséculo XX
No início da década de 1940, depois de séculos de convivência relativamente pacífica como dhimmíes, os judeus começaram a sofrer perseguições em todo o Egito, instigados pelo líder palestino Amin al-Husayni. Depois da independência de Israel e a subsequente guerra israelo-árabe de 1948, e tal e como sucedeu nos demais países árabes, os cerca de cem mil judeus egípcios ficaram sob suspeita e a hostilidade contra eles aumentou. A situação agravou-se ainda mais depois da crise do Suez: cerca de 25 000 judeus emigraram. A maior parte se refugiou na vizinha Israel, embora outros emigraram para França e América. Em poucos anos extinguiu-se a presença milenar de judeus no Egito, incluídas comunidades judias antiquíssimos como a de Alexandria, muito anteriores à arabização e islamização dessas terras.

### O cristianismo

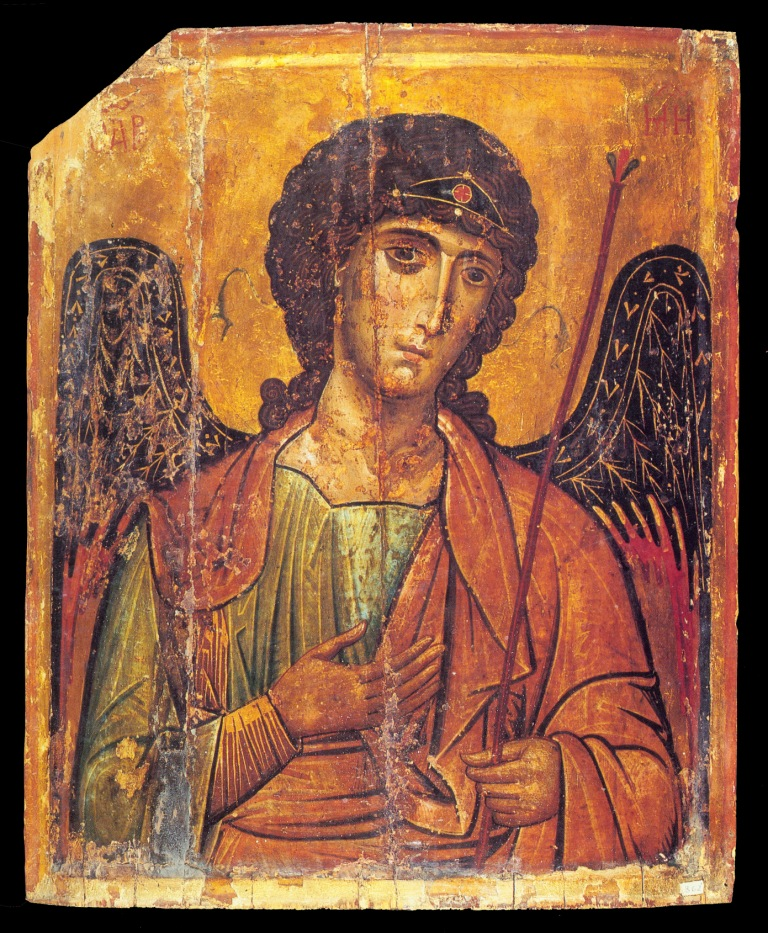
Arte copta: Arcanjo São Miguel

Uma tradição muito antiga assegura que o primeiro cristão que chegou a Alexandria para predicar a nova religião foi São Marcos. Este sucedia no ano 61 de nossa era. A mesma tradição conta que o primeiro cristão convertido foi Aniano, de ofício, sapateiro. São Marcos curou-lhe a ferida de uma mão e ao mesmo tempo falou-o do significado do cristianismo. Desde esses tempos de predicação, os cristãos de Alexandria e do resto do Egito mantiveram uma grande tradição evangélica. São Marcos foi perseguido sob o mandato do imperador Nero que no ano 62 foi martirizado e morto. Desde então até a época do imperador Trajano (começo do século II), os cristãos tiveram que ocultar suas crenças, ameaçados pelas perseguições. A partir deste momento se permitiu com tolerância estender-se por toda a cidade de Alexandria e pouco a pouco, ao longo de todo o vale do Nilo.
No século II, Panteno e, posteriormente, Clemente de Alexandria e seu discípulo Orígenes estabeleceram nesta cidade um verdadeiro seminário de teólogos, até tal ponto que o resto da cristandade os olhava com certo receio. É o que se conhece como Escola Catequética de Alexandria. Ao chegar o século IV, com o imperador Constantino I o Grande; existiam graves dissensões cristãs no Norte da África e em Alexandria. As tensões com o resto da comunidade cristã conduziram ao cisma com a aparição demasiada do presbítero Ário e sua doutrina o arianismo. Por esta razão, o imperador convocou o concílio de Niceia, onde se estabeleceram as bases do credo (declaração resumida da fé cristã).
Por outra parte, se desencadeou uma aberta rivalidade entre as duas cidades mais importantes do momento: Constantinopla e Alexandria. Esta rivalidade afetou bastante aos eternos debates teológicos sobre a natureza ou naturezas de Cristo. Era a “guerra” entre os monofisistas e os ortodoxos da Calcedônia.
Porém as lutas e disputas entre cristãos continuaram sem retificação e já no século VI, no ano 553, no segundo concílio de Constantinopla, com o imperador Justiniano (r. 527–565) à frente, foi declarada herética a ortodoxia dos cristãos de Alexandria que seguiam enfrentando os cristãos de Calcedônia. Nos últimos anos de mandato deste imperador, os monofisistas da Síria começaram a organizar sua igreja separada do resto dos cristãos, com uma estrutura própria.
Quando o povo árabe muçulmano chegou ao plano de conquista do Egito no ano 641, deram o nome de qubt ao cristão de Alexandria. Esta é a palavra que conhecemos como copta. O símbolo da cruz de Cristo começou a se usar em Alexandria, entre os cristãos coptas. Foi um costume que nasceu ali; o qual se sabe que não existia nas catacumbas nem no lábaro de Constantino, que levava um cristograma.

### O Islamismo

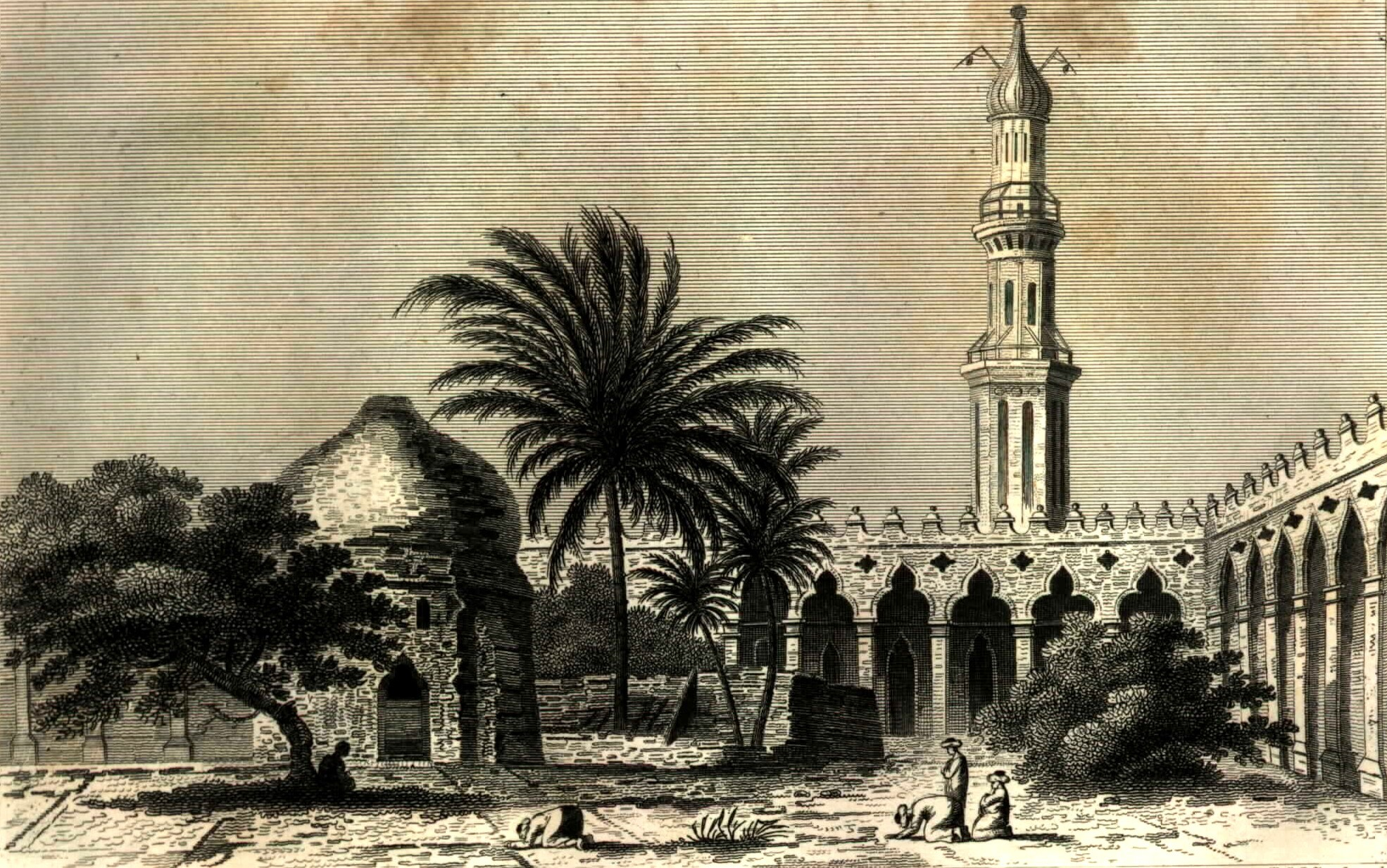
Mesquita de Attarina.

Alexandria seguia sendo uma das maiores metrópoles mediterrâneas no momento da conquista muçulmana. Seu patriarca, Ciro, capitulou ante os invasores em abril de 641, ao ser derrotadas as forças imperiais locais. Contudo, o governo imperial não reconheceu a capitulação, e os seus habitantes alçaram-se contra os muçulmanos. Após 14 meses de assédio, a cidade foi conquistada pelos muçulmanos em finais de 642. O historiador Eutíquio de Alexandria cita uma carta escrita a 22 de dezembro de 642, na qual o comandante muçulmano Anre ibne Alas, ao entrar na cidade, dirigiu-se ao segundo sucessor de Maomé, o califa Omar e fez um inventário do encontrado na cidade de Alexandria: "4 000 palácios, 4 000 banhos, 12 000 mercadores de azeite, 12 000 jardineiros, 40 000 judeus e 400 teatros e lugares de espairecimento". O cronista Ibn al-Kifti afirmou na sua Crônica dos sábios que naquele momento foi destruída a Grande Biblioteca. Embora os árabes pudessem ter destruído numerosos livros, o certo é que nem a Grande Biblioteca nem a biblioteca do Serapeu existiam já naquele tempo, vítimas das guerras civis entre romanos, dos desastres naturais e o fanatismo dos coptas.
Uma frota imperial bizantina desembarcou na cidade a princípios de 645 para reconquistar o Egito, mas o exército que transportava foi derrotado pelas superiores forças árabes, e acabou por se retirar. Após um novo e longo assédio, em 646 os árabes tomaram a cidade por terceira vez, destruindo-a em grande parte para evitar que os bizantinos voltassem a entrincheirar-se nela pela via marítima. Finalizaram assim 975 anos de pertença ao mundo greco-latino.
Entre 811 e 827, a cidade esteve nas mãos de piratas andalusinos, de certa forma antecedentes dos almogávares, para retornar depois às mãos árabes. Em 828, o cadáver de São Marcos foi roubado da cidade por navegantes venezianos, que o depositaram na Basílica de São Marcos, construída expressamente para albergar os seus restos.
Após um longo declínio, Alexandria ressurgiu como grande metrópole à época das Cruzadas e viveu um período florescente graças ao comércio, com convênios com os aragoneses, genoveses e venezianos que distribuíam os produtos chegados do Oriente através do mar Vermelho. Em 1365, a cidade foi brutalmente saqueada após ser tomada pelos cruzados, dirigidos pelo rei Pedro do Chipre. Nos séculos XIV e XV, Veneza eliminou a competência e o seu armazém alexandrino tornou-se o centro da distribuição de especiarias até os portugueses abrirem a rota do Cabo em 1498, data que marca o declínio comercial, agravado pela invasão turca. Quando Napoleão entrou na cidade, era uma povoação meio arruinada, de apenas 7 000 habitantes. Maomé Ali reconstruiu-a no século XIX, tornando-se novamente no grande porto egípcio. A frota britânica bombardeou o porto em 1882, o qual provocou um grande incêndio e o posterior saque das ruínas por parte dos beduínos. Ao cabo de um mês desembarcou um grande exército britânico que restaurou a ordem e deu começo o protetorado britânico sobre o Egito.

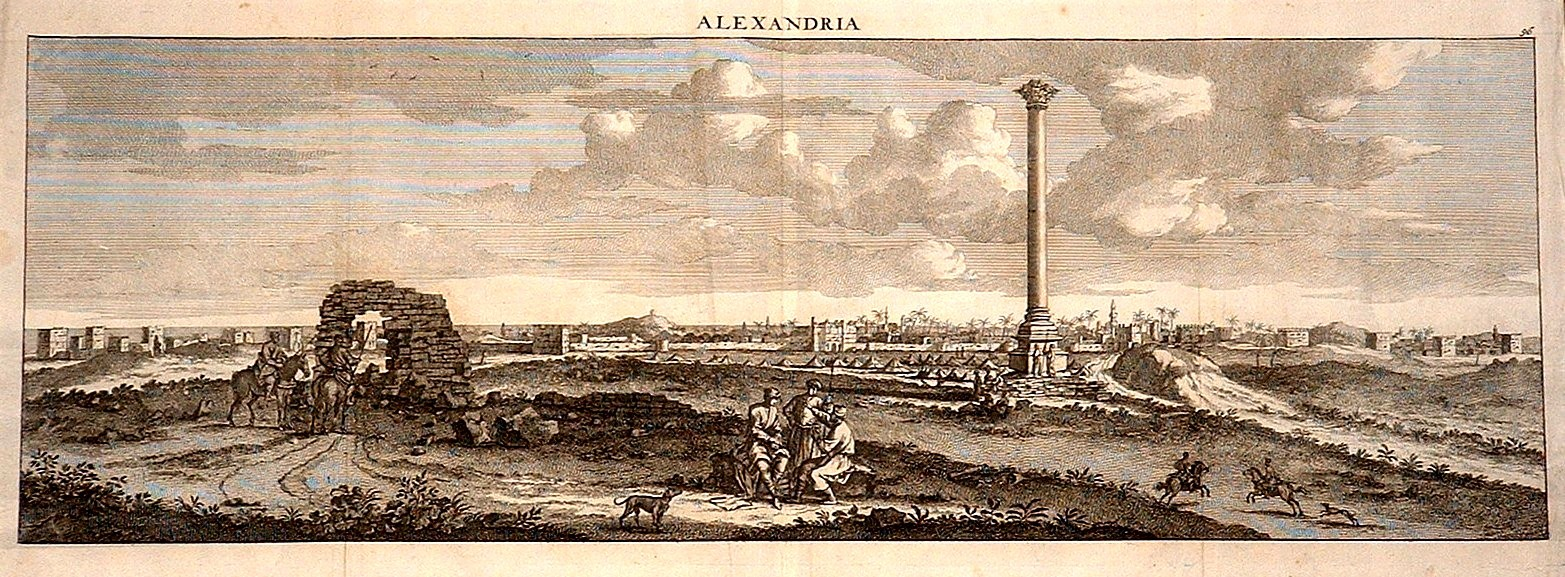
Alexandria em 1681.

## Alexandria moderna

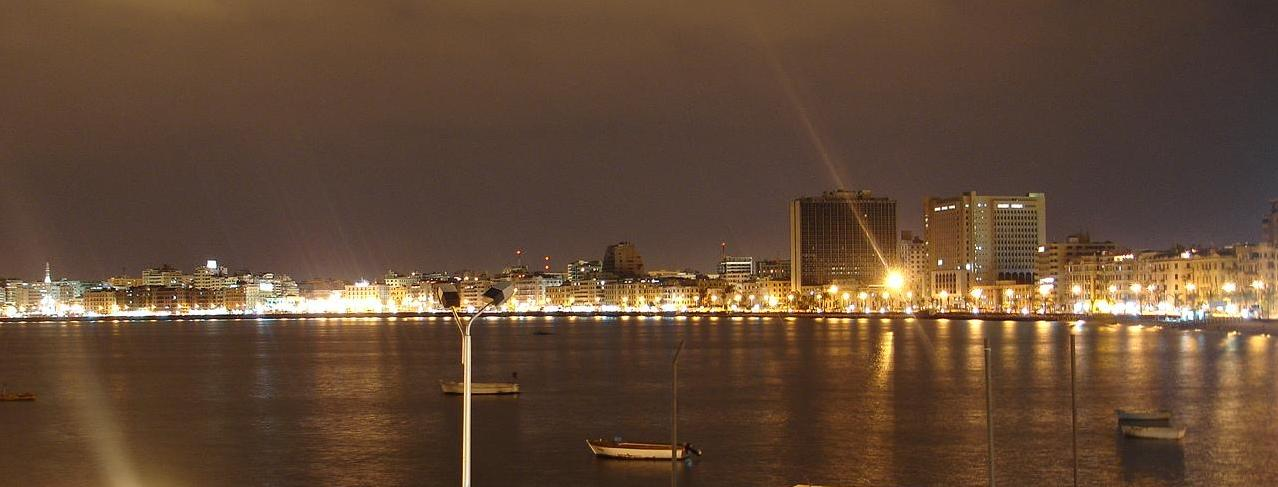
Alexandria durante a noite.

### Praças
- Praça de (Ahmed) Orabi, na Baixa
- Praça de Mansheya, em Mansheya
- Praça de Saad Zaghlul, na Baixa
- Praça de Tahrir (formalmente Praça de Mohammed Ali, originalmente Place des Consuls), na Baixa
- Praça de Ahmed Zewail, perto de Wabour El Mayah

### Palácios
- Palácio de Montaza, em Montaza
- Palácio Ras el-Tin, em Ras el-Tin
- Palácio Presidencial de Alexandria, em Maamoura

### Museus
- Oceanário de Alexandria
- Museu Greco-Romano de Alexandria
- Museu da Joalharia Real (Alexandria)
- Museu das Artes de Alexandria
- Museu Cavafy de Alexandria
- Museu Nacional de Alexandria

## Monumentos

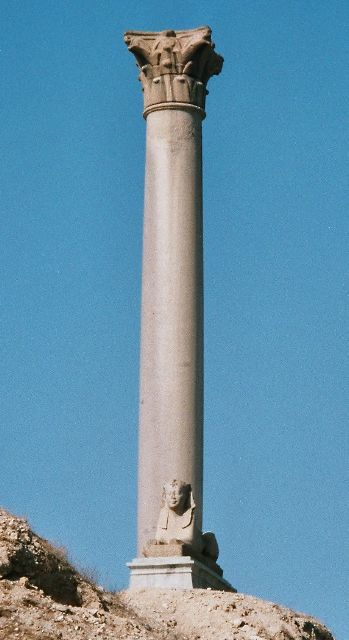
Pilar de Pompeu.

Os antigos monumentos de que fala a história de Alexandria desapareceram quase todo - só de alguns chegaram aos nossos dias restos e ruínas dispersas:
Época Greco-romana
- Farol de Alexandria, monumento iniciado por Ptolomeu II e que, segundo reza a História, chegou a estar catalogado como uma das sete maravilhas do mundo antigo. Recentemente foram feitos levantamentos submarinos e parece ter-se encontrado bastantes vestígios da sua grande torre.
- A coluna ou pilar de Pompeu que pertencia ao Serapeu ou templo do deus egípcio Serápis, e que se encontra situada sobre um montículo no antigo distrito de Racotis.
- O Serapeu, do qual que apenas restam alguns túneis, criptas e nichos, e uma ou outra coluna de mármore.
- O Cesareu, totalmente desaparecido, arrasado pelos tumultos de Teófilo; em seu lugar está a estátua do nacionalista alexandrino Saad Zaghloul.
- A fortaleza de Quaitbay, grandiosa fortificação defensiva, mandada construir em 1480 pelo sultão Quaitbay. O seu atrativo radica em estar construída exactamente no mesmo lugar onde se supõe que se encontrava o famoso farol.
- Túmulos de Anfushi, descobertas em 1901 e 1921.
- Túmulos de El Shatby.
- Catacumbas de Kom el Shukafa, dos séculos I e II.
- Teatro romano e a "Villa dos Pássaros"
- Templo de Taposiris Magna, contemporâneo da fundação de Alexandria. Hoje só restam ruínas de um muro exterior e um pilone.

Mesquitas, Igrejas e Palácios
- Mesquita Terbana, construída com os restos dos monumentos greco-romanos.
- Mesquita de Abbu El Mursi.
- Palácio Montazah, que foi residência de verão da família real, mandado construir pelo vice-rei do Egito Abbas II (1892-1914). Encontra-se rodeado por belos jardins de estilo europeu.
- Catedral Ortodoxa Grega de Santa Catarina
- Igreja Ortodoxa Grega de El Swesrian
- Igreja Católica Romana de Santa Catarina
- Igreja Copta de São Marcos
- Sinagoga judaica

Museus
- Museu Greco-romano, construído em 1893, durante o governo de Abbas Helmi II. É dedicado sobretudo à arte alexandrina.
- Museu Nacional de Alexandria, inaugurado em 2003, com arte faraónica, greco-romana, copta, árabe e do século XX.
- Monumentos submersos. Ao longo da década de 1990, o Conselho de Antiguidades e o Instituto Europeu de Antiguidades lançaram um projecto de investigação na zona do porto de leste, obtendo frutuosos resultados e grandes e importantes achados que deram motivo a investigações e estudos exaustivos do lugar e da sua história.
- Museu Kavafis, situado na casa do poeta grego.

## Transportes

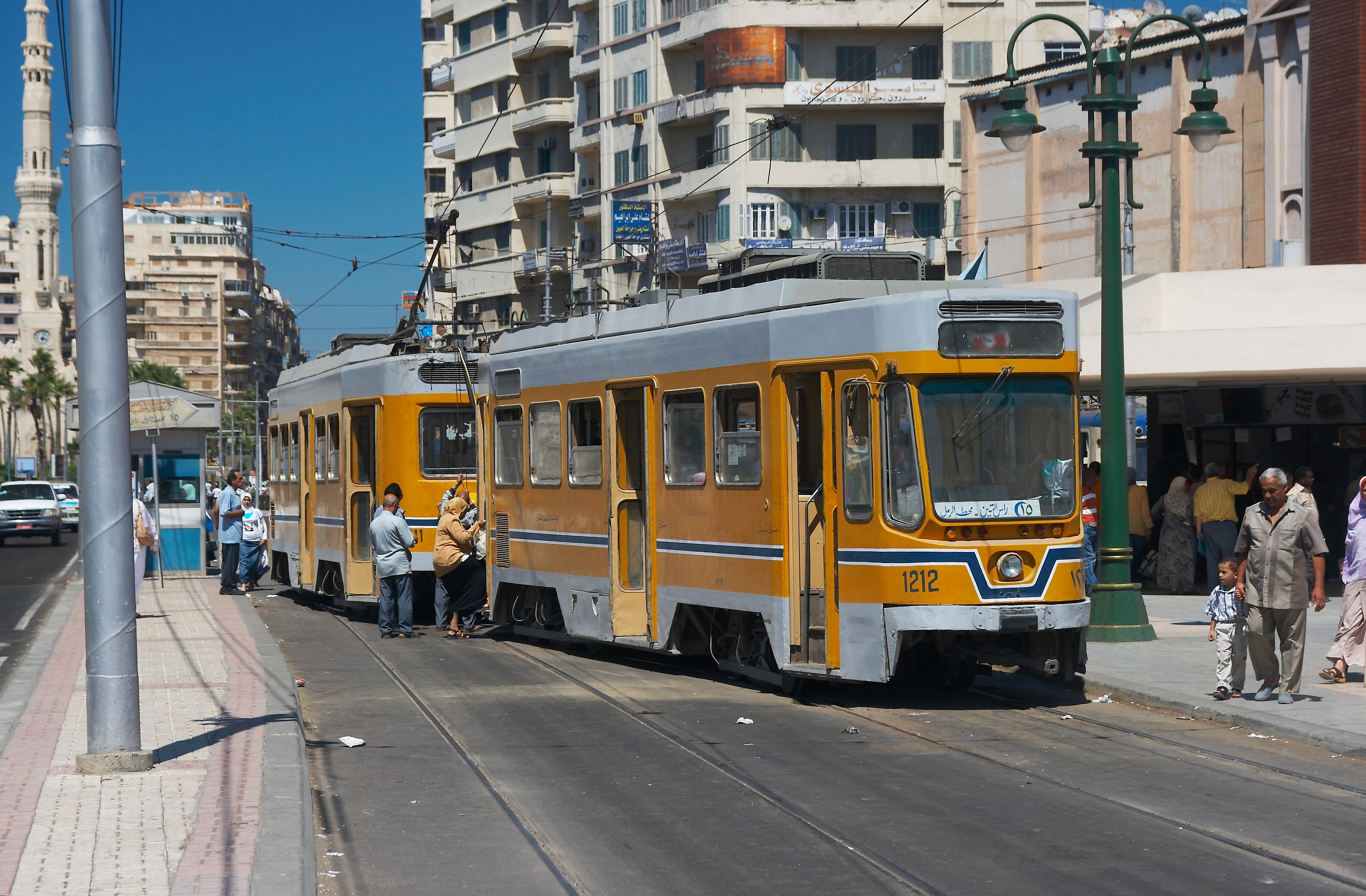
Eléctrico de Alexandria.

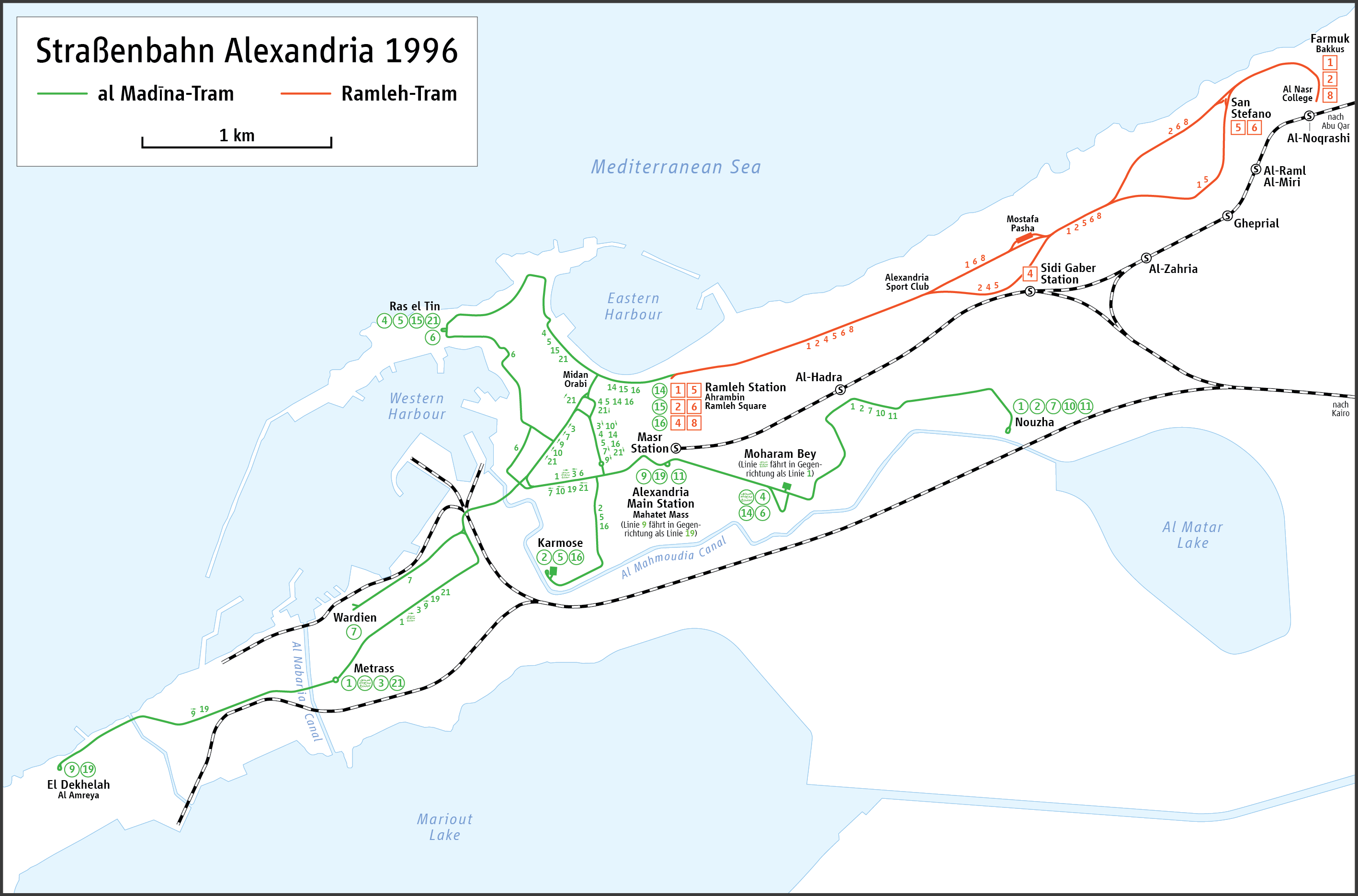
Rotas dos eléctricos de Alexandria.

### Aviação
Alexandria é servida pelo Aeroporto El Nouzha, localizado a 7 km do centro da cidade, e é também servida por outro aeroporto de nome Aeroporto Borg al Arab, localizado a 25 km da cidade. Este último, iniciou as suas funções apenas em 2003, anteriormente, era um aeroporto militar, e actualmente, mantém ainda uma parte dedicada às forças militares.

### Autoestradas
Alexandria é servida pelas seguintes principais vias de movimentação rodoviária:
- A estrada internacional da costa. (Alexandria - Port Said)
- A Estrada do Deserto. (Alexandria - Cairo /220 km 6-8 faixas)
- A Estrada Agricula. (Alexandria - Cairo)
- A Estrada Circulas. a turnpike
- A estrada Ta'ameer "Mehwar El-Ta'ameer" - (Alexandria - Costa Norte)

### Comboios

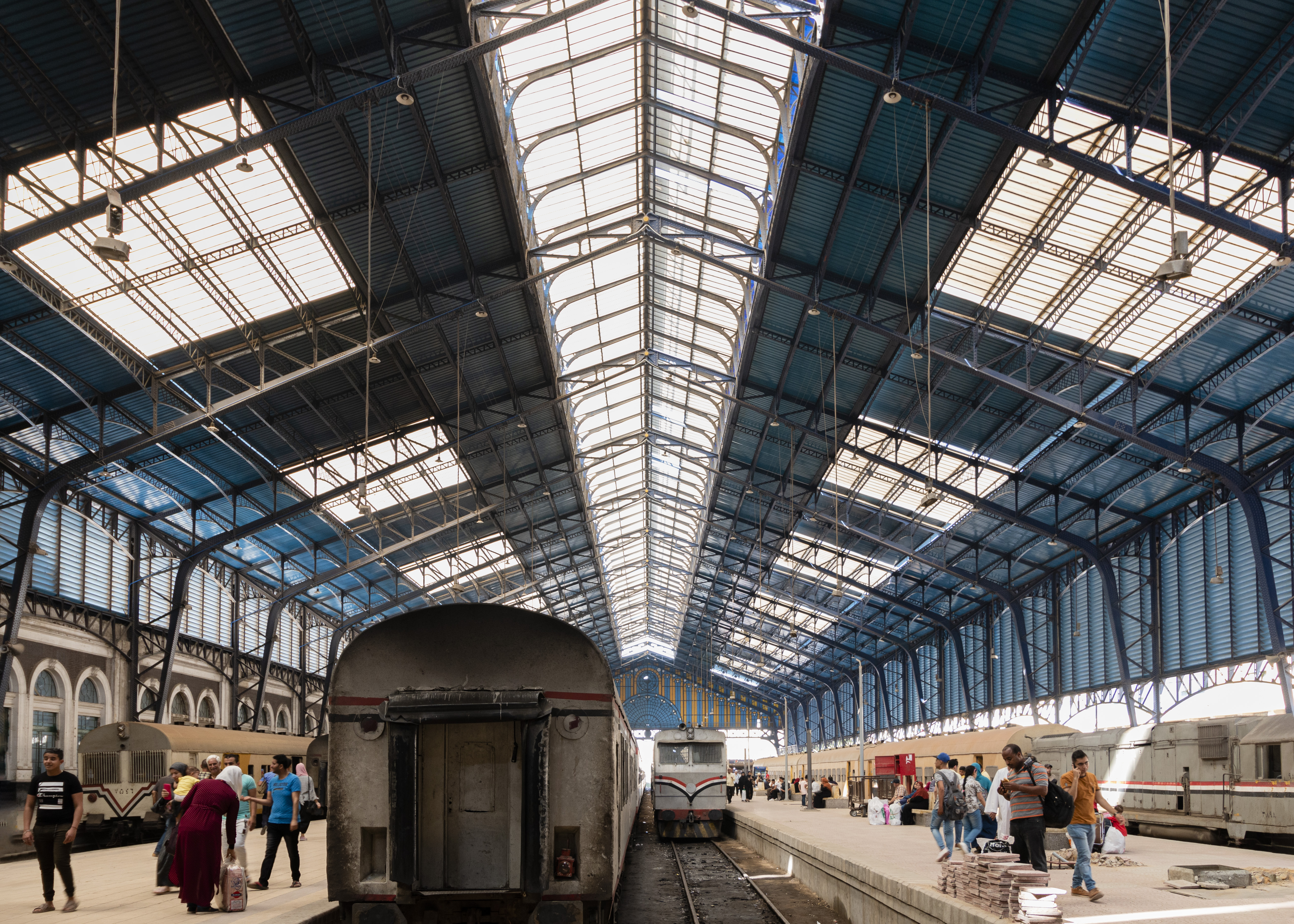
Estação de Misr

Extensões a partir da "Estação de Misr"; a estação principal de Alexandria, para Abu Qir.
As estações de comboio incluem:
- Estação de Misr (a estação principal)
- Estação Sidi Gaber

### Outros meios de transporte

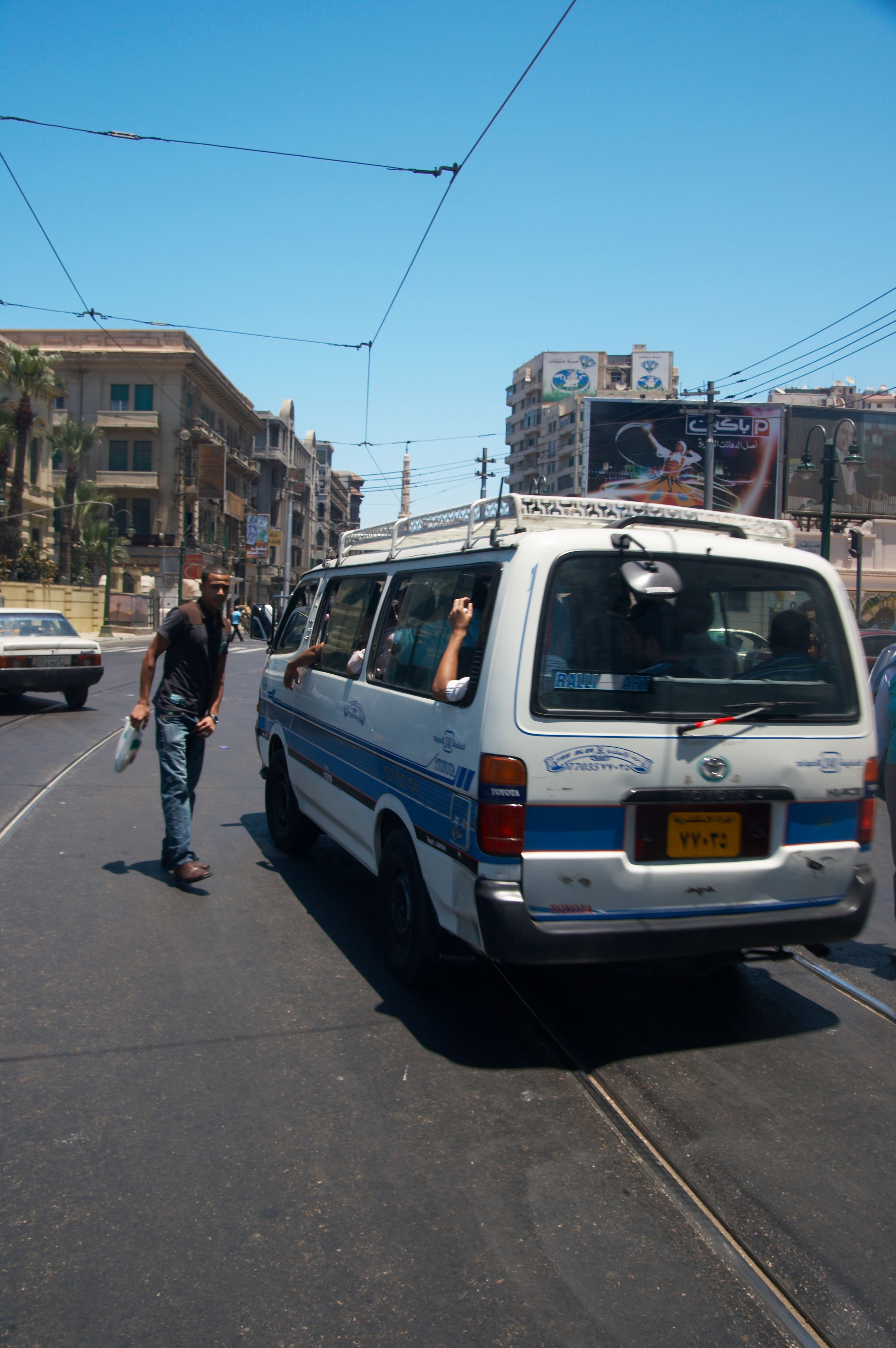
Miniautocarros em Alexandria.

Em Alexandria, existe também um grande tráfego de autocarros e miniautocarros.

### Eléctricos (bondes)
A rede de eléctricos de Alexandria é uma rede extensa construída em 1860, e é por sua vez, a mais velha rede de eléctricos da África. A rede está dividida em duas partes que se encontram/juntam na "Estação de Raml". Os eléctricos que operam a esta da "Estação de Raml" estão pintados de azul e são conhecidos geralmente como "Eléctricos de al-Raml". Por sua vez, os eléctricos que operam para oeste da Estação de Raml, estão pintados de amarelo e são um pouco mais pequenos que os outros, com apenas um veículo a trabalhar em ambas as direcções.
São o meio de transporte mais lento em Alexandria, mas são os preferidos para pequenas viagens, entre duas a três estações. Porém, se uma pessoa tiver tempo, constituem-se como uma das melhores e mais económicas maneiras para ver toda a cidade.

### Táxis
Os táxis são a minoria dos transportes públicos de Alexandria. Os táxis são pintados de preto e amarelo. A tarifa base começa geralmente nas 2 libras egípcias (isto em 2008). Todos os táxis têm (pela lei), de possuir um sistema que vá actualizando o preço, mas a maioria não é usada actualmente desde que as tarifas não mudaram no grande espaço de tempo para manter em alta a inflação. A quantia para se pagar um táxi não é exactamente conhecida, e é deixado ao critério dos taxistas, quanto é que cada viagem custa (como em todas as outras cidades do Egito, incluindo Cairo), mas a maioria dos alexandrinos que costumam usar os táxis mais frequentemente sabem, por experiência, exactamente o que cada viagem custa. Isto cria então um problema para os viajantes e para os turistas que são geralmente lesados com viagens mais caras. Os turistas são sempre avisados, para perguntarem quanto custa um viagem (em média), antes de entrar num táxi.

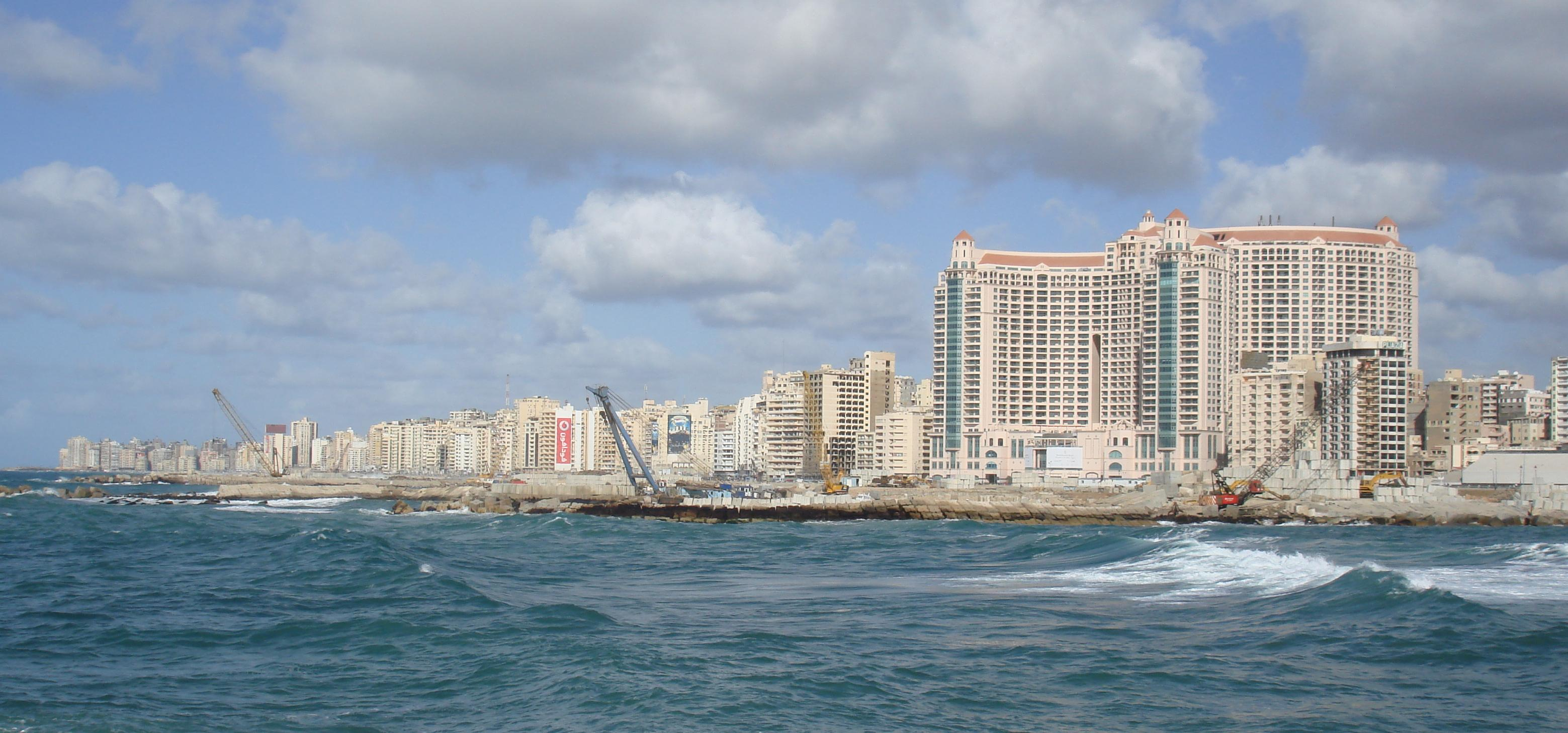
Praia de Santo Estêvão, em Alexandria.

### Porto
O Porto de Alexandria está dividido em duas partes: o Porto Ocidental e o Oriental.

## Geminações
Alexandria é cidade-irmã das seguintes cidades:
| - Bratislava, na Eslováquia - Odessa, na Ucrânia - Cleveland, nos Estados Unidos - Constança, na Roménia - Kazanluk, na Bulgária |  | - Durban, na África do Sul - São Petersburgo, na Rússia - Xangai, na R. P. China - Baltimore, nos Estados Unidos |

## Personalidades da cidade
- Cleópatra, última rainha do Reino Ptolomaico
- Hipátia, filósofa, professora e cientista
- Gaspar da Gama, comerciante judeu
- Omar Sharif, ator
- Eric Hobsbawm, historiador
- Georges Moustaki, músico/compositor e cantor
- Filippo Tommaso Marinetti, escritor/ideólogo e jornalista
- Rudolf Hess, político alemão, nascido em Alexandria, de família alemã, braço direito de Hitler do Terceiro Reich
- Haim Saban, multimilionário, produtor da série Power Rangers
- Konstantínos Kaváfis, poeta
- Giuseppe Ungaretti, poeta italiano
- Georges Schehadé, poeta e autor dramático libanês